# محمد مولى عرف
محمد مولى عرف شيخ من رجال العلم والتصوف في حضرموت. تعلم القرآن وحفظه منذ صغره، وأقبل على تعلم العلوم الشرعية حتى بلغ مبلغا عظيما. وقد لقيه الشيخ سعيد العمودي في بعض الأوقات في أوائل القرن السابع الهجري وكان معه تلامذته، فلما التقيا عظّمه الشيخ سعيد وأكرمه. توفي محمد ودفن في سفح جبل بالقرب من قرية عرف، ويوجد له ضريح معروف يزار. وهو الجد الجامع لأسرة آل باوزير العباسية، حيث تفرعت الذرية من بعده في أبنائه الثلاثة: أبو بكر، وسعيد، وعمر.

## نسبه
محمد بن سالم الشيرازي بن عبد الله بن يعقوب بن يوسف بن علي الوزير بن طراد بن محمد بن علي بن حسن بن محمد بن عبد الوهاب بن سليمان بن محمد بن سليمان بن عبد الله الزينبي بن محمد بن إبراهيم الإمام بن محمد الكامل بن علي السجاد بن عبد الله بن العباس بن عبد المطلب، والعباس عم رسول الله محمد.